# Jednotný vizuální styl

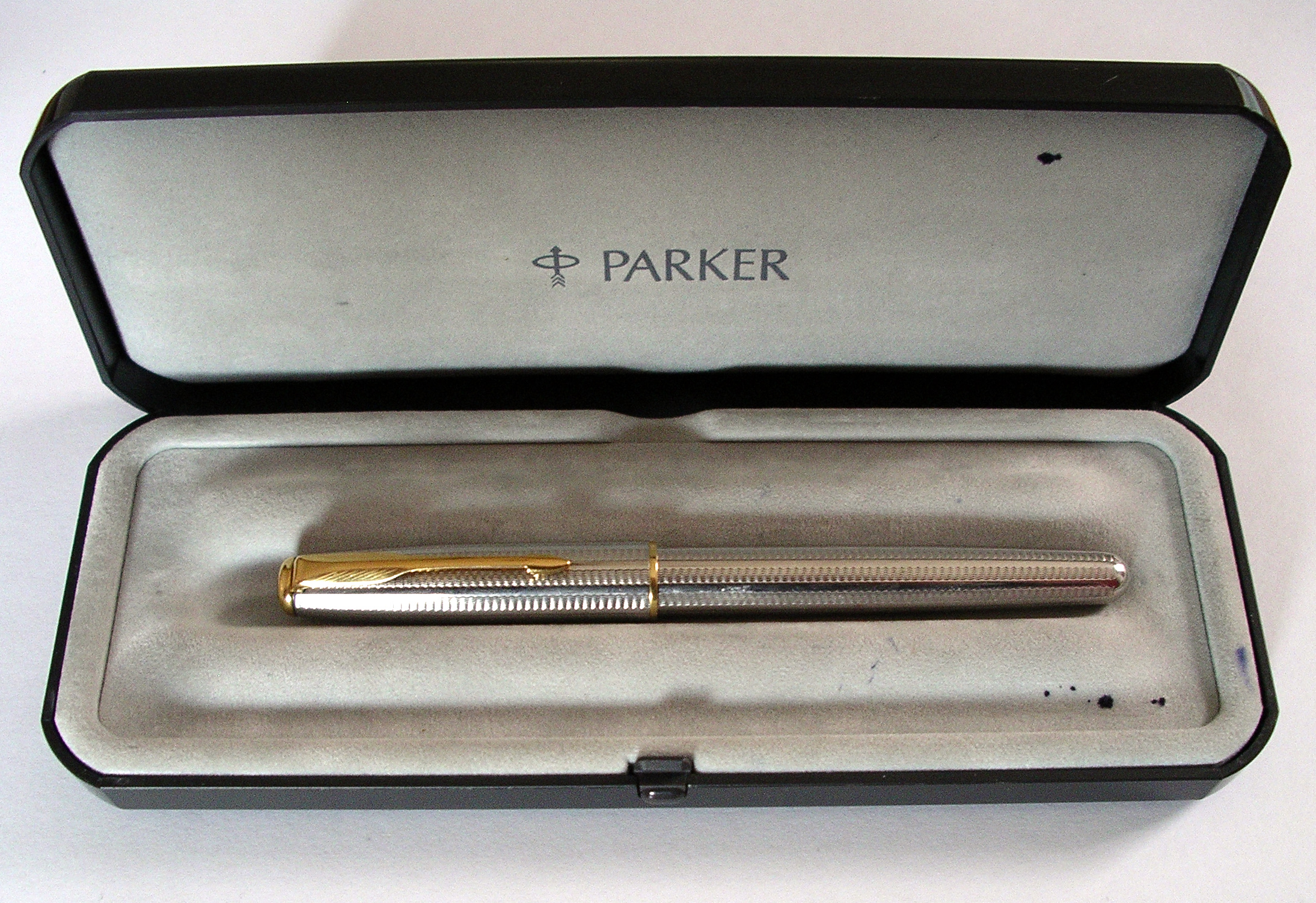
pero s pouzdrem s logem společnosti Parker Sonnet

Jednotný vizuální styl (anglicky Corporate Design) je koncept jednotlivých prvků vizuální prezentace společnosti. Spolu s firemní komunikací, firemní kulturou a produktem je součástí firemní identity (Corporate Identity). Jednotný vizuální styl je obvykle definován grafickým manuálem. Vizuální styl neboli vizuální identita se netýká pouze firem, ale také všech provozoven služeb a obchodů, kde by exteriér měl korespondovat s interiérem (barvy nebo nápisy a grafiky na zdech, obrazy...) a všemi dalšími marketingovými a tištěnými materiály (odnosové tašky, letáčky, zákaznické kartičky nebo trička/oblečení zaměstnanců) a dále i webovou stránkou nebo e-shopem.

## Prvky
Mezi jednotlivé prvky jednotného vizuálního stylu patří:
- název společnosti,
- logo,
- písmo a barvy,
- firemní tiskoviny (hlavičkové papíry, obálky, vizitky),
- propagační tiskoviny (letáky, brožury, katalogy),
- malá architektura (nástěnky, navigační systém v areálu firmy),
- webové stránky.

## Postup při tvorbě
Vznik jednotného vizuálního stylu se člení do pěti fází:
1. Analytická a přípravná fáze
2. Koncepční a kreativní fáze
3. Kodifikační fáze
4. Fáze komunikace
5. Fáze implementace.

Na vzniku jednotného vizuálního stylu se podílí marketingový manažer, grafik a zadavatel.